# The Walking Dead: The Ones Who Live
The Walking Dead: The Ones Who Live är en amerikansk postapokalyptisk tv-serie skapad av Scott M. Gimple och Danai Gurira för AMC. Den utspelar sig efter avslutningen av den ursprungliga The Walking Dead-serien, med Andrew Lincoln, Danai Gurira och Pollyanna McIntosh som återupptar sina roller. The Ones Who Live är den sjätte spin-offserien och totalt sjunde tv-serien i The Walking Dead-franchisen. Den hade premiär 2024 på AMC och AMC+ i USA.

## Skådespelare och karaktärer
| Andrew Lincoln     | – Rick Grimes         |
| Danai Gurira       | – Michonne            |
| Pollyanna McIntosh | – Jadis Stokes / Anne |
| Terry O'Quinn      | – Major General Beale |
| Lesley-Ann Brandt  | – Pearl Thorne        |

## Avsnitt
| Säsong | Säsong | Avsnitt | Avsnitt | Originalvisning       | Originalvisning      |
| Säsong | Säsong | Avsnitt | Avsnitt | Första sändningsdatum | Sista sändningsdatum |
| ------ | ------ | ------- | ------- | --------------------- | -------------------- |
|        | 1      | 6       | 6       | 25 februari 2024      | 31 mars 2024         |

### Säsong 1 (2024)
| Nr i serien | Titel           | Regissör                                   | Manus                                          | Originalvisning  |
| ----------- | --------------- | ------------------------------------------ | ---------------------------------------------- | ---------------- |
| 1           | "Years"         | Amber Templemore-Finlayson & Katie Ellwood | Scott M. Gimple, Danai Gurira & Andrew Lincoln | 25 februari 2024 |
| 2           | "Gone"          | Amber Templemore-Finlayson & Katie Ellwood | Nana Nkweti & Channing Powell                  | 3 mars 2024      |
| 3           | "Bye"           | Michael Slovis                             | Gabriel Llanas & Matthew Negrete               | 10 mars 2024     |
| 4           | "What We"       | Michael Slovis                             | Danai Gurira                                   | 17 mars 2024     |
| 5           | "Become"        | Michael E. Satrazemis                      | Gabriel Llanas & Matthew Negrete               | 24 mars 2024     |
| 6           | "The Last Time" | Michael E. Satrazemis                      | Scott M. Gimple & Channing Powell              | 31 mars 2024     |

## Produktion

### Utveckling
Serien tillkännagavs i juli 2022 av Scott M. Gimple, Andrew Lincoln och Danai Gurira på San Diego Comic-Con 2022. Lincoln och Gurira skrev på för att upprepa sina respektive roller från tv-serien. Den första säsongen består av sex avsnitt och är tänkt att vara en fortlöpande serie. Serien fick från början titeln The Walking Dead: Rick & Michonne i april 2023,  men bytte sedan namn till The Walking Dead: The Ones Who Live i juli 2023. 

### Manus
Serien skapades av Gimple och Gurira, som också kommer att skriva manus för serien, med Gimple som showrunner. Premissen för serien förbereddes av The Walking Deads sista avsnitt "Rest in Peace", som innehöll återkomsten av Rick och Michonne. 

### Filmning
Huvudfotografering började den 15 februari 2023, och avslutades den 29 maj 2023, under arbetstiteln Summit. Pollyanna McIntosh sågs på inspelningsplatsen i New Jersey i mars 2023. Ytterligare filmning och ADR skulle återupptas under SAG-AFTRA-strejken 2023 på grund av ett avtal mellan AMC och SAG-AFTRA.